# Chlorophorus pelleteri
Chlorophorus pelleteri är en skalbaggsart som först beskrevs av François Louis Nompar de Caumont de Laporte och Hippolyte Louis Gory 1841.  Chlorophorus pelleteri ingår i släktet Chlorophorus och familjen långhorningar. Inga underarter finns listade i Catalogue of Life.